# Gimle
Gimle (Vingolf, Gimli) – miejsce, w którym będą żyć ci, którzy przeżyją Ragnarok. W mitologii nordyckiej określane było jako najpiękniejsze miejsce na Ziemi. 
Gimle było jednym ze wzgórz Asgardu, miasta bogów. Młodsza Edda opisuje Gimle jako wzgórze, które jest „jaśniejsze od słońca”, położone na najbardziej wysuniętym południowym krańcu Asgardu. Do Gimle mogą dostać się tylko dobrzy i prawi ludzie i jest to jedyne miejsce, które będzie istnieć po końcu zarówno świata, jak i nieba.